# Manual of the Botany of the Region of San Francisco Bay
Manual of the Botany of the Region of San Francisco Bay (abreviado Man. Bot. San Francisco o Man. Bot. San Francisco Bay) es un libro con descripciones botánicas que fue editado por el botánico, micólogo y pteridólogo estadounidense, Edward Lee Greene. Se publicó en el año 1894.